# Wenna (regina)
Wenna, chiamata anche Gwen o Genuissa (472 – 544), è stata una regina britannica.

## Biografia
Wenna era la figlia di lord Cynyr Ceinfarfog di Caer Goch, sorella di santa Non e zia di san David del Galles. Sposò Salom del Cerniw da cui ebbe un figlio, san Cybi; alcune fonti le attribuiscono anche un secondo figlio, san Cadfan.
Fondò una chiesa a Morval (presso Duloe, in Cornovaglia) e morì probabilmente nel 544.

## Culto
La Chiesa cattolica la ricorda il giorno 18 ottobre.